# Manuel Arenas
Pour les articles homonymes, voir Arenas et Coello.
Manuel de Jesús Arenas Coello, né à Lima le 10 avril 1913, et mort à une date inconnue, est un footballeur international équatorien, d'origine péruvienne, qui évoluait au poste d'attaquant.
Surnommé Divino Manco (« le divin manchot »), en raison d'une blessure au bras droit qui l'empêchait de l'étirer complètement, il était en parallèle médecin de profession.

## Biographie
Né à Lima d'un père péruvien et d'une mère équatorienne, Manuel Arenas émigre dès l'âge de trois ans avec sa famille en Équateur, à Guayaquil. Là-bas, il s'engage au Panamá Sporting Club, club où il est formé, et où il évolue de 1931 à 1940.
Naturalisé équatorien à 18 ans, Arenas est convoqué en équipe d'Équateur à l'occasion des Jeux bolivariens de 1938 en Colombie. L'année suivante, il participe au championnat sud-américain de 1939 à Lima au Pérou, dernier tournoi où il dispute trois rencontres et marque deux buts.

### Buts en sélection
| Buts en sélection de Manuel Arenas | Buts en sélection de Manuel Arenas | Buts en sélection de Manuel Arenas | Buts en sélection de Manuel Arenas | Buts en sélection de Manuel Arenas | Buts en sélection de Manuel Arenas | Buts en sélection de Manuel Arenas |
|                                    | Date                               | Lieu                               | Adversaire                         | Score                              | Résultat                           | Compétition                        |
| ---------------------------------- | ---------------------------------- | ---------------------------------- | ---------------------------------- | ---------------------------------- | ---------------------------------- | ---------------------------------- |
| 1.                                 | 15 août 1938                       | Barranquilla (Colombie)            | Venezuela                          |                                    | 5-2                                | BOL 1938                           |
| 2.                                 | 5 février 1939                     | Estadio Nacional, Lima (Pérou)     | Chili                              | 1-3                                | 1-4                                | CA 1939                            |
| 3.                                 | 12 février 1939                    | Estadio Nacional, Lima (Pérou)     | Paraguay                           | 1-3                                | 1-3                                | CA 1939                            |